# توني دوغلاس (رجل أعمال)
توني دوغلاس (بالإنجليزية: Tony Douglas)‏ هو الرئيس التنفيذي لطيران الرياض. شغل سابقًا منصب الرئيس التنفيذي للاتحاد للطيران من يناير 2018 إلى أكتوبر 2022 كما شغل سابقًا منصب الرئيس التنفيذي لشركة أبوظبي للمطارات (2013-2015)، ورئيسًا تنفيذيًا لقسم المعدات الدفاعية والدعم في وزارة الدفاع البريطانية (2015-2017). كما شغل أيضًا مناصب عليا في هيئة المطارات البريطانية، ومنصب مدير العمليات في شركة لينغ أوروك (بالإنجليزية: Laing O'Rourke)‏.

## التعليم
حصل دوغلاس على درجة الماجستير في إدارة الأعمال من جامعة لانكستر.

## المسيرة العملية
انضم دوغلاس إلى شركة بي أيه إي سيستمز في منشآتها الإقليمية لإنتاج الطائرات في عام 1990، وأصبح مدير التصنيع واللوجستيات في شركة كينوود بي إل سي (بالإنجليزية: Kenwood plc)‏ في عام 1996 ثم انضم إلى مطار هيثرو في عام 1998 ليصبح مدير سلسلة التوريد للمجموعة، ثم المدير الفني للمجموعة، ثم المدير الإداري لصالة رقم 5 في مطار هيثرو وأخيراً الرئيس التنفيذي لمطار هيثرو.
تولى دوغلاس منصب مدير العمليات في شركة لينغ أوروك (بالإنجليزية: Laing O'Rourke)‏. في أغسطس 2007. بعد ذلك أصبح الرئيس التنفيذي لشركة أبوظبي للموانئ(حيث تولى قيادة مشروع ميناء خليفة والمنطقة الصناعية ) في يونيو 2010 والرئيس التنفيذي لشركة أبوظبي للمطارات في عام 2013. أصبح الرئيس التنفيذي لمعدات الدفاع والدعم في سبتمبر 2015. أعلنت الاتحاد للطيران في أكتوبر 2017 أنها عينت دوغلاس في منصب الرئيس التنفيذي اعتبارًا من يناير 2018.
ركزت فترة عمله في الاتحاد للطيران على تقليل الخسائر في شركة الطيران. منذ تعيينه كرئيس تنفيذي، تمكن من تقليص الخسائر عن طريق خفض التكاليف الإجمالية بمقدار 416 مليون دولار إلى 6.9 مليار دولار.